# Новороссийское морское пароходство
Новоросси́йское морско́е парохо́дство («Новошип») — российская судоходная компания, одна из крупнейших в стране. Полное наименование — Публичное акционерное общество «Новороссийское морское пароходство». Штаб-квартира — в Новороссийске.

## История
Основано в 1964 году.
В 1967 году стало самостоятельным предприятием, так как 20 января 1967 года танкерное отделение Черноморского морского пароходства отделилось. И флот перешёл в Новороссийское морское пароходство, основаное 1964 году, c целью эффективности руководства работой нефтеналивного флота и портов в Черноморском бассейне, ликвидации многоступенчатости в управлении флотом и более оперативного решения вопросов перевозок Минвнешторгом и другими заинтересованными организациями.
В 1992 году акционировано.
В середине июня 2007 года президент России Владимир Путин подписал указ об образовании новой компании на базе «Совкомфлота» и «Новошипа». По этому указу через девять месяцев в уставный капитал «Совкомфлота» будет внесён 50,34%-ный государственный пакет акций «Новошипа». Как ожидается, в результате объединения будет создана пароходная компания, которая войдёт в первую пятёрку крупнейших танкерных перевозчиков мира. Капитализация новой компании, по некоторым прикидкам, составит $3,5-4 млрд.

## Начальники пароходства
- О.А. Сычеников (1964-1977)
- В.Д. Павленко (1977-1986)
- Л.И. Лоза (с 1987)

## Собственники и руководство
В декабре 2007 года находившиеся в федеральной собственности 50,34 % акций (67,13 % голосующих акций) были внесены в уставный капитал «Совкомфлота». Кроме того в конце декабря 2007 года, «Совкомфлот» направил в «Новошип» обязательное предложение о приобретении у миноритарных акционеров 36,3 млн обыкновенных акций «Новошипа» (9,66 % от общего количества обыкновенных акций и 7,2 % от уставного капитала) по цене 81,82 руб. за одну акцию.
Ещё 4,45 % и 17,45 % принадлежат 100 %-ным дочерним компаниям пароходства «Новошипинвесту» и «Intrigue Shipping» соответственно. Капитализация компании в РТС на середину июня 2007 года — $808,1 млн.
Основной акционер на июнь 2014 года — ОАО «Совкомфлот», 98,28 % голосующих акций.
Президент компании — Хайдуков Алексей.

## Деятельность
Основной бизнес пароходства — морские перевозки нефти, тёмных и светлых нефтепродуктов. Флот «Новошипа» состоит из 60 судов дедвейтом 3,7 млн т.
Численность персонала — свыше 5,5 тыс. человек. Выручка компании за 2006 год по МСФО составила $560,98 млн (в 2005 году — $430 млн), чистая прибыль — $181,02 млн (в 2005 году — $244,6 млн).

## Дочерние и зависимые компании
- ОАО «Сочинский морской торговый порт» — пассажирский порт
- ООО «НовоТехСервис» — оказание бытовых, погрузочно-разгрузочных, транспортных, экспедиторских услуг и работ
- ООО «ЭлектроРадиоНавигационная камера» — навигационное обслуживание, девиационные работы
- ООО «Водный спортивный центр» — организация и развитие водных видов спорта
- НОУ УТЦ «Новошип Тренинг» («Novoship Training») — обучение, подготовка, переподготовка плавсостава
- ООО «Судовой Сервисный Центр» — http://www.shipservicecenter.ru/index_r.html Архивная копия от 25 марта 2020 на Wayback Machine техническое освидетельствование оборудования, техническое обслуживание судов

## Происшествия с судами компании
5 мая 2010 года сомалийские пираты в Аденском заливе совершили захват следовавшего под либерийским флагом танкера «Московский университет», принадлежащего «Новошипу». На борту судна, которое следовало из Красного моря в Китай, находилось 86 тыс. т нефти. Ранее, в апреле 2009 года принадлежащий «Новошипу» танкер NS Commander также подвергался нападению сомалийских пиратов, но атака была отбита.
Уже на следующий день захваченный танкер был освобождён силами команды подоспевшего на помощь российского противолодочного корабля «Маршал Шапошников». Экипаж танкера не пострадал, все пираты задержаны.
Другой корабль компании, атакованный пиратами — танкер NS Commander.